# 新原站
新原站（日语：／ Shimbaru eki */?）是位於福岡縣糟屋郡須惠町大字新原，九州旅客鐵道（JR九州）的香椎線車站。車站編號為JD15。

## 歷史
- 1905年（明治38年）6月1日 - 博多灣鐵道（1920年改名為博多灣鐵道汽船（日语：博多湾鉄道汽船））車站啟用。
- 1942年（昭和17年）9月19日 - 博多湾鐵道汽船被西日本鐵道合併。成為該公司糟屋線車站。
- 1944年（昭和19年）5月1日 - 在戰時被國有化，成為運輸通信省（後來為日本國有鐵道）香椎線車站。
- 1974年（昭和49年）3月5日 - 結束貨物起卸業務。
- 1987年（昭和62年）4月1日 - 伴隨國鐵分割民營化，車站由九州旅客鐵道（JR九州）營運[1][2][3]。
- 1988年（昭和63年）7月21日 - 設置委託車站職員[4]。
- 2009年（平成21年）3月1日 - 此站開始可以使用IC卡「SUGOCA」[5]。
- 2015年（平成27年）3月14日 - 引入車站集中管理系統（Smart Support Station）（日语：駅集中管理システム）「ANSWER」後成為無人車站[6]。

## 車站構造
車站是一座地面車站，設有2面2線的相對式月台。此站是無人車站。
此站可使用SUGOCA，但是不可購買IC卡和為IC卡增值。當發生異常時，設有遠端資訊服務。

### 月台
| 月台 | 路線   | 上下行 | 方向                     |
| ---- | ------ | ------ | ------------------------ |
| 1    | 香椎線 | 上行   | 長者原、香椎、西戶崎方向 |
| 2    | 香椎線 | 下行   | 宇美方向                 |

## 車站周邊
車站位於須惠町南端，站前設有大型住宅區。車站後方有一個水池。
- 新原公民館
- 新原公園
- 新原神社
- 千鳥橋病院須惠診所
- 舊大福池
- 新大福池

## 巴士路線
- 西鐵巴士（日语：西鉄バス） - 站前沒有巴士站。在東邊約250米處設有「新原」巴士站。
  - ［3］志免鐵道公園、博多之森競技場（日语：博多の森競技場）、福岡機場
  - ［36］AEON Mall福岡（日语：イオンモール福岡）、妙見、天神
  - ［3］［36］宇美營業所
- 須惠町社區巴士（日语：須恵町コミュニティバス） - 站前沒有巴士站，在車站約150米處的千鳥橋醫院須惠診所前設有「新原站口」巴士站。
  - 須惠中央站、須惠町公所方向
  - 新原、川子方向

## 相鄰車站
九州旅客鐵道（JR九州）
香椎線
須惠中央（JD14）－新原（JD15）－宇美（JD16）

## 注腳
1. ↑  九州鉄道百年祭実行委員会・百年史編纂部会 (编).  初版. 九州旅客鉄道. 1988: 181 （日语）.
2. ↑  『交通年鑑 昭和63年版』 交通協力會，1988年3月。
3. ↑  今村都南雄 『民営化の效果と現実NTTとJR』 中央法規出版，1997年8月。ISBN 978-4805840863
4. ↑  石川尹巳. . 鐵道畫刊 (電氣車研究會). 1988年11月, (503): 88 （日语）.
5. ↑  . 交通新聞 (交通新聞社). 2009-03-03: 1 （日语）.
6. ↑   (PDF) (新闻稿). 九州旅客鉄道. 2014-12-22  [2020-02-07]. （原始内容 (PDF)存档于2019-01-20） （日语）.
7. ↑  SUGOCA 利用可能エリア （页面存档备份，存于）（日語） 九州旅客鐵道，截至平成28年3月26日（2016年10月5日參閲）。

## 外部連結
- 新原（車站資訊） - 九州旅客鐵道（日語）